# Абдельрауф ар-Равабде
Абдельрауф ар-Равабде (араб. عبد الرؤوف الروابدة; нар. 1939) — йорданський політик, голова уряду Йорданії в останні роки XX століття.

## Життєпис
1962 року закінчив Американський університет у Бейруті, за спеціальністю фармакологія. У 1980-их роках займав пост мера столиці Йорданії, міста Амман.